# Wydad Athletic Club de Fès
Il Wydad Athletic Club de Fès (in arabo الوداد الفاسي‎?), noto come Wydad de Fès, è una società calcistica marocchina di Fès, fondata nel 1948. Milita in Botola 2, la seconda divisione del campionato marocchino di calcio.
Vive una rivalità con l'altra compagine cittadina, il Maghreb de Fès. Gioca le partite casalinghe allo stadio di Fès.

## Storia
Nella stagione 2017-2018 ha raggiunto per la prima volta nella sua storia la finale di Coppa del Marocco, perdendola.

## Palmarès

### Competizioni nazionali
- Championnat National Amateur: 1

2007-2008

### Altri piazzamenti
- Coppa del Marocco:

Finalista: 2017-2018
Semifinalista: 1988-1989